# Ernst Simon
Ernst Akiba/Akiva Simon (en hebreo: עקיבא ארְנְסְט סימון‎); (Berlin, Imperio alemán, 15 de marzo de 1900 - Jerusalén, Israel, 18 de agosto de 1988) fue un historiador, educador y filósofo religioso israelí. Fue galardonado en 1967 con el Premio Israel de Educación.

## Biografía
Simon creció en una familia asimilada judío-alemana. Como estudiante de secundaria, entusiasmado con el patriotismo nacionalista alemán, Simon se ofreció como voluntario para el frente. Sin embargo, debido al antisemitismo que prevalecía en el ejército y después de su herida en Verdún, se desvaneció su actitud patriótica. En busca de su identidad, encontró su lugar en el movimiento estudiantil sionista durante sus estudios.
Desde 1919 Simon estudió alemán, historia y filosofía en Berlín; más tarde se trasladó a Heidelberg para continuar con estos estudios. Recibió su doctorado en 1923 bajo la dirección del historiador Hermann Oncken con una tesis sobre Ranke y Hegel. Tres años después aprobó su examen estatal de lengua y literatura alemanas en Frankfurt. Posteriormente, enseñó allí como evaluador estudiantil.
Simon estuvo involucrado en el Seminario Libre de Estudios Judíos y trabajó como editor en la revista de Martin Buber Der Jude de 1923 a 1928. En 1928 Simon emigró con su esposa a Eretz Israel, donde trabajó como profesor de teología y filosofía en la Universidad Hebrea de Jerusalén. A petición de Buber, regresó a Alemania en 1934 durante seis meses y le ayudó con su trabajo en la educación de adultos. A finales de ese mismo año, Simon finalmente abandonó la Alemania nazi y regresó a la Universidad Hebrea para reanudar con la enseñanza. En 1944, los votantes del Yishuv lo eligieron para la Cuarta Asamblea Judía de Representantes. En 1950 Simon se hizo cargo de una cátedra de filosofía e historia de la educación.
Siguiendo a Peter Wust, Simon desarrolló la noción de una "segunda ingenuidad", una actitud "que nos permite aferrarnos a la creencia religiosa sin revelar el escepticismo asociado a la experiencia secular". 
En la década de 1920, junto con Martin Buber y Gershom Scholem, se cofundó la alianza de paz Brit Shalom, que abogaba por el entendimiento judío-árabe y un estado binacional judío-árabe. Incluso después de la fundación del Estado de Israel, Simon, junto con varios otros intelectuales, fue uno de los críticos de la política israelí. En 1942, fue uno de los fundadores del partido binacionalista Ihud.
De 1930 a 1933 enseñó en la Escuela Hebrea Reali de Haifa, dirigida por Arthur Biram. En 1955 jugó un papel decisivo en la fundación del Instituto Leo Baeck. Cátedras visitantes y giras de conferencias lo han llevado repetidamente a Europa y los Estados Unidos.
Ernst Simon murió en Jerusalén en 1988 a la edad de 89 años. Después de su muerte, el Centro Moses Mendelssohn de la Universidad de Potsdam adquirió su biblioteca de 6000 volúmenes.

## Obras publicadas
- Aufbau im Untergang. Jüdische Erwachsenenbildung im nationalsozialistischen Deutschland als geistiger Widerstand . Tubinga: Mohr 1959. (Schriftenreihe wissenschaftlicher Abhandlungen des Leo Baeck Institute de judíos de Alemania. 2).
- Brücken. Gesammelte Aufsätze . Heidelberg: Schneider 1965.
- Selbstdarstellung . En: Pädagogik in Selbstdarstellungen . Hamburgo: Meiner, Bd. 1 (1975), págs. 272–333.
- Entscheidung zum Judentum. Ensayos y Vorträge . Fráncfort a. M.: Suhrkamp Verlag 1980. (Biblioteca Suhrkamp. 641).
- Sechzig Jahre gegen den Strom. Resumen de 1917-1984 . Hrsg. vom Leo-Baeck-Institut, Jerusalén. Tubinga: Mohr Siebeck 1998. (Schriftenreihe wissenschaftlicher Abhandlungen des Leo-Baeck-Instituts. 59).ISBN 3-16-147000-1

## Premios y reconocimientos

El Ministro de Educación Zalman Aran (izquierda) otorgando a Simon el Premio Israel en 1967

En 1967, Simon recibió el Premio Israel de Educación.

## Otras lecturas
- Rudolf Lennert: Über das Leben der deutschen Sprache en Jerusalén. En: Neue Sammlung . Gotinga. Bd. 6 (1966) S. 617-627 (über Ernst Simon, Ludwig Strauss y Werner Kraft).
- Jan Woppowa en: Biographisch-bibliographisches Kirchenlexikon . Begr. y hora de Friedrich Wilhelm Bautz. Fortgef. Von [Traugott Bautz]. Bd. 21 (2003) sp. 1439–1446.
- Jan Woppowa (2003). «Ernst Simon».  En Bautz, Traugott, ed. Biographisch-Bibliographisches Kirchenlexikon (BBKL) (en alemán) 21. Nordhausen: Bautz. cols. 1439–1446. ISBN 3-88309-110-3.
- Kurzinformation des Moses-Mendelssohn-Zentrum der Universität Potsdam
- Ephraim Chamiel, Entre la religión y la razón: la posición dialéctica en el pensamiento judío contemporáneo, Academic Studies Press, Boston 2020, parte I, págs. 98-107.

- Datos: Q96512
- Multimedia: Ernst Simon / Q96512